# 莫内斯捷迪佩尔西
莫内斯捷迪佩尔西（法語：Monestier-du-Percy，法語發音：[mɔnɛstje dy pɛʁsi]，意为“勒佩尔西的莫内斯捷”；2023年之前名为勒莫内斯捷-迪佩尔西 (Le Monestier-du-Percy)）是法国伊泽尔省的一个市镇，位于该省南部，属于格勒诺布尔区。

## 地理
莫内斯捷迪佩尔西（44°47'39"N, 5°39'32"E）面积14.99 平方千米，位于法国奥弗涅-罗讷-阿尔卑斯大区伊泽尔省，该省份为法国东南部内陆省份，北起顺时针与安省、萨瓦省、上阿尔卑斯省、德龙省、阿尔代什省、卢瓦尔省和罗讷省。
与莫内斯捷迪佩尔西接壤的市镇（或旧市镇、城区）包括：特列沃地区圣莫里斯、勒佩尔西、普雷布瓦、迪瓦地区沙蒂永。
莫内斯捷迪佩尔西的时区为UTC+01:00、UTC+02:00（夏令时）。

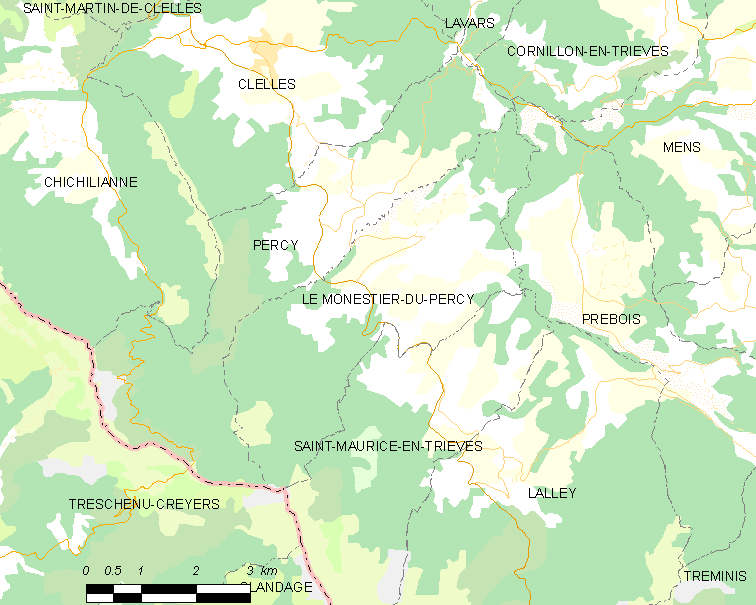
莫内斯捷迪佩尔西的OSM定位图

## 行政
莫内斯捷迪佩尔西的邮政编码为38930，INSEE市镇编码为38243。

## 政治
莫内斯捷迪佩尔西所属的省级选区为马泰西讷-特列沃县。

## 人口

1962-2008年间莫内斯捷迪佩尔西人口变化图示

莫内斯捷迪佩尔西于2022年1月1日时的人口数量为256人。